# NGC 6797
NGC 6797 est paire d'étoiles située dans la constellation du Sagittaire. L'astronome américain Christian Peters a enregistré la position de cette paire en 1860.